# Roberto Alagna
Roberto Alagna (Clichy-sous-Bois, 7 giugno 1963) è un tenore francese con cittadinanza italiana.

## Biografia
Nato in Francia da una famiglia siciliana, Alagna iniziò a cantare giovanissimo nei cabaret di Parigi, quindi, influenzato dai film di Mario Lanza e dall'ascolto di incisioni di celebri tenori, decise di passare definitivamente al canto lirico. Come cantante è sostanzialmente un autodidatta, e ha appreso gran parte del repertorio da Rafael Ruiz, contrabbassista cubano e appassionato di opera.
Fece il suo debutto nel novembre 1988 nel ruolo di Alfredo Germont ne La traviata con la London Sinfonietta e la compagnia dell'opera del Glyndebourne Festival Opera al Theatre Royal di Plymouth, poi al Palace Theatre di Manchester ed al Theatre Royal di Norwich: seguirono numerosi ingaggi in vari teatri minori in Francia e in Italia, sempre prevalentemente per la parte di Alfredo, un ruolo che avrebbe cantato più di 150 volte.
La sua fama crebbe rapidamente e iniziò a essere chiamato dai palcoscenici maggiori, alla Scala di Milano (di nuovo come Alfredo nella prima rappresentazione di La traviata, sotto la direzione di Riccardo Muti) nel 1990 e nel ruolo di Rodolfo ne La bohème con Angela Gheorghiu come Mimì al Covent Garden di Londra nel 1992 ed al Metropolitan Opera nel 1996 con Karita Mattila come Musetta. Sempre nel 1990 è Alfredo Germont con Giorgio Zancanaro al Teatro La Fenice di Venezia e Rodolfo nella ripresa nella Salle Garnier del Théâtre du Casino di Montecarlo di La bohème.
Nel 1991 torna alla Scala come Rodolfo ne La bohème. Nel 1992 ruolo analogo al Teatro dell'Opera di Roma diretto da Daniel Oren e debutta alla Wiener Staatsoper come Nemorino ne L'elisir d'amore.
Nel 1993 è Alfredo Germont ne La traviata a Vienna con Juan Pons ed a Roma Rodolfo ne La bohème con Mirella Freni, Nicolai Ghiaurov ed Alfredo Mariotti.
Nel 1994 alla Scala in maggio è Il duca di Mantova nella prima di Rigoletto con Renato Bruson ed Andrea Rost ed in settembre Rodolfo nella prima di La bohème. La sua esibizione nel ruolo di Romeo nel Romeo e Giulietta di Charles Gounod diretto da Charles Mackerras al Covent Garden nell'ottobre 1994 gli conquistò la fama internazionale.
Nel 1995 a Vienna è Il duca di Mantova in Rigoletto con Leo Nucci ed all'Opéra National de Paris è Edgardo di Ravenswood in Lucia di Lammermoor con June Anderson diretto da Maurizio Benini e Rodolfo ne La bohème diretto da James Conlon.
Alagna predilige l'opera francese e i ruoli più prettamente lirici del repertorio italiano, sebbene negli ultimi tempi stia affrontando anche ruoli più drammatici come il protagonista nell'Otello di Giuseppe Verdi. Importante è anche il suo impegno nella riscoperta di opere minori e poco conosciute francesi e italiane.
La sua prima moglie, Florence Lancien, dalla quale ebbe una figlia, Ornella, nata nel 1992, morì di un tumore al cervello nel 1994. Nel 1996 Alagna si risposò con il celebre soprano rumeno Angela Gheorghiu: la coppia ha spesso cantato insieme e inciso numerose registrazioni; i due hanno inoltre recitato insieme nella versione cinematografica della Tosca di Giacomo Puccini, regia di Benoît Jacquot.
Nel 1996 ancora al Metropolitan è Nemorino ne L'elisir d'amore con Barbara Bonney ed Il duca di Mantova in Rigoletto ed a Londra Don Carlos con José van Dam diretto da Bernard Haitink ed Alfredo Germont ne La traviata con la Gheorghiu.
Nel 1997 debutta all'Opera di Chicago come Romeo nel Romeo e Giulietta con la Gheorghiu, a Vienna Rodolfo ne La bohème diretto da Fabio Luisi ed alla Scala Macduff nella serata d'inaugurazione della stagione d'opera, il 7 dicembre, con Macbeth con Bruson e Marija Hulehina ripreso dalla RAI.
Nel 1998 al Met è Romeo nel Romeo e Giulietta di Gounod con la Gheorghiu e nel 1999 canta Una furtiva lagrima nella colonna sonora di Sogno di una notte di mezza estate (film 1999) con l'Orchestre de l'Opéra de Lyon diretto da Evelino Pidò.
Nel 2000 a Londra è Romeo nel Romeo e Giulietta con la Gheorghiu e Mario Cavaradossi in Tosca con Catherine Malfitano ed al Met Don José in Carmen. Nel 2001 a Parigi è Rodolfo ne La bohème con la Gheorghiu.
Nel 2002 con la Gheorghiu a Salisburgo è Romeo nel Romeo e Giulietta di Gounod ed a Londra Ruggero Lastouc ne La rondine. Nello stesso anno canta Che gelida manina de La bohème nella colonna sonora di The Long and Short of It. Nel 2003 al Met interpreta Faust con la Gheorghiu e a Parigi Manrico ne Il trovatore.
Nel 2004 al Met è Werther, a Parigi Le Chevalier des Grieux in Manon ed a Londra Faust con Bryn Terfel e la Gheorghiu.
Roberto Alagna ha interpretato il ruolo di Radamés nell'Aida di Verdi, con Violeta Urmana, diretto da Riccardo Chailly e con la regia di Franco Zeffirelli, nella serata d'inaugurazione della stagione d'opera della Scala, il 7 dicembre 2006. Già bersagliato da fischi da una parte dei loggionisti, durante la seconda rappresentazione dell'opera, il 10 dicembre 2006, il tenore fu protagonista di un caso al centro delle cronache di spettacolo quando, allorché venne nuovamente fischiato, abbandonò il palco al termine della romanza Celeste Aida, rifiutandosi di rientrare in scena. Al suo posto cantò il sostituto, Antonello Palombi, costretto dalla fretta a esibirsi in abiti normali, senza costume di scena. La reazione del tenore venne aspramente criticata dalla direzione del teatro e dal regista, con conseguente coda di polemiche con il cantante.
Nel 2007 a Vienna in marzo è Chevalier Des Grieux in Manon con Anna Netrebko e al Metropolitan in settembre in due occasioni, Alagna è stato chiamato a sostituire Rolando Villazón, indisposto, nel Romeo e Giulietta, a fianco della Netrebko ed in ottobre è Pinkerton in Madama Butterfly e Radames in Aida con Dolora Zajick. In settembre è Marius nella prima assoluta di Marius et Fanny di Vladimir Cosma con la Gheorghiu a Marsiglia.
Nel 2008 con la Gheorghiu per il Metropolitan tiene il MET Summer Concert: Live in Prospect Park a Brooklyn ed è Ruggero Lastouc ne La rondine con Samuel Ramey ed a Vienna è Faust.
Nel 2009 al Met è Turiddu in Cavalleria rusticana con Waltraud Meier e Canio in Pagliacci ed a Londra Manrico ne Il trovatore con Dmitri Hvorostovsky e Don José in Carmen con Elīna Garanča.
Nel 2010 al Met è Don Carlo con Ferruccio Furlanetto e al Gran Teatre del Liceu di Barcellona Don José in Carmen di cui esiste un DVD.
Nel 2011 è Rodrigue in Le Cid di Jules Massenet a Marsiglia, tiene un recital nella Reggia di Versailles, a Parigi Paolo il Bello in Francesca da Rimini e Faust, a Londra Radames in Aida ed al Met è Cavaradossi in Tosca. Fino al 2013 ha cantato in 96 recite del Metropolitan. Ancora nel 2011 canta Salade De Fruits nella colonna sonora del film W.E. - Edward e Wallis.
Nel 2012 è Pinkerton in Madama Butterfly alla Bayerische Staatsoper, tiene un concerto con la moglie al Teatro Colón di Buenos Aires, Maurizio in Adriana Lecouvreur con Barbara Frittoli a Barcellona, a Masada tiene un concerto con la Garanca per la Israeli Opera, Calaf in Turandot con Chris Merritt al Teatro romano di Orange, a Vienna è Gustaf III in Un ballo in maschera, Don José in Carmen e Werther ed a Londra è Nemorino ne L'elisir d'amore con Aleksandra Kurzak. Fino ad oggi ha cantato in 71 rappresentazioni londinesi.
Nel 2013 canta Andrea Chénier all'Opera Orchestra of New York, Ulysse in Pénélope con Anna Caterina Antonacci al Théâtre des Champs-Élysées, Enée in Les Troyens a Marsiglia, tiene un concerto con la Antonacci al Teatro romano di Orange, a Vienna è Mario Cavaradossi in Tosca, a Barcellona Pinkerton in Madama Butterfly ed al Ravinia Festival di Highland Park Radames in Aida con la Chicago Symphony Orchestra e Michelle DeYoung.
Dopo la separazione dalla Gheorghiu è il compagno della Kurzak dalla quale ha un figlio.
Nel 2022 torna alla Scala, 16 anni dopo l'incidente di Aida, per cantare tre recite di Fedora.

## Repertorio
| Ruolo                | Titolo                        | Autore      |
| -------------------- | ----------------------------- | ----------- |
| Le Condamné          | Le Dernier jour d’un condamné | Alagna      |
| Cyrano de Bergerac   | Cyrano de Bergerac            | Alfano      |
| Énée                 | Les Troyens                   | Berlioz     |
| Don José             | Carmen                        | Bizet       |
| Maurizio di Sassonia | Adriana Lecouvreur            | Cilea       |
| Marius               | Marius et Fanny               | Cosma       |
| Nemorino             | L'elisir d'amore              | Donizetti   |
| Edgardo Ravenswood   | Lucia di Lammermoor           | Donizetti   |
| Roberto Devereux     | Roberto Devereux              | Donizetti   |
| Ulysse               | Pénélope                      | Fauré       |
| Andrea Chénier       | Andrea Chénier                | Giordano    |
| Orphée               | Orphée et Eurydice            | Gluck       |
| Faust                | Faust                         | Gounod      |
| Roméo                | Roméo et Juliette             | Gounod      |
| Éléazar              | La Juive                      | Halévy      |
| Fiesque              | Fiesque                       | Lalo        |
| Canio/Pagliaccio     | Pagliacci                     | Leoncavallo |
| Turiddu              | Cavalleria rusticana          | Mascagni    |
| Fritz Kobus          | L'amico Fritz                 | Mascagni    |
| Des Grieux           | Manon                         | Massenet    |
| Rodrigue             | Le Cid                        | Massenet    |
| Werther              | Werther                       | Massenet    |
| Jean                 | Le jongleur de Notre-Dame     | Massenet    |
| Hoffmann             | Les contes d'Hoffmann         | Offenbach   |
| Rodolfo              | La bohème                     | Puccini     |
| Mario Cavaradossi    | Tosca                         | Puccini     |
| F. B. Pinkerton      | Madama Butterfly              | Puccini     |
| Ruggero              | La rondine                    | Puccini     |
| Un innamorato        | Il tabarro                    | Puccini     |
| Rinuccio             | Gianni Schicchi               | Puccini     |
| Calaf                | Turandot                      | Puccini     |
| Samson               | Samson et Dalila              | Saint-Saëns |
| Macduff              | Macbeth                       | Verdi       |
| Duca di Mantova      | Rigoletto                     | Verdi       |
| Manrico              | Il trovatore                  | Verdi       |
| Alfredo Germont      | La traviata                   | Verdi       |
| Gustavo III          | Un ballo in maschera          | Verdi       |
| Don Carlo            | Don Carlo                     | Verdi       |
| Radames              | Aida                          | Verdi       |
| Otello               | Otello                        | Verdi       |
| Paolo il Bello       | Francesca da Rimini           | Zandonai    |

## Discografia parziale
- Berlioz, Arias - Bertrand De Billy/Orchestra of the Royal Opera House, Covent Garden/Roberto Alagna, 2006 Deutsche Grammophon
- Berlioz, Te Deum - John Nelson/Roberto Alagna/Marie-Claire Alain, 2001 Erato/Warner
- Bizet, Carmen - Nézet-Seguin/Garanca/Alagna, 2010 Deutsche Grammophon
- Bizet, Carmen - Angela Gheorghiu/Michel Plasson/Orchestre National du Capitole de Toulouse/Roberto Alagna/Thomas Hampson, 2003 EMI
- Donizetti, Elisir d'amore - Pidò/Gheorghiu/Alagna, 1996 Decca
- Gounod, Romeo e Giulietta - Angela Gheorghiu/Michel Plasson/Orchestre National du Capitole de Toulouse/Roberto Alagna, 1998 EMI
- Mascagni, Amico Fritz - Veronesi/Alagna/Gheorghiu, 2008 Deutsche Grammophon
- Massenet, Werther - Angela Gheorghiu/Antonio Pappano/London Symphony Orchestra/Patricia Petibon/Roberto Alagna/Thomas Hampson, 1999 EMI
- Massenet, Manon - Angela Gheorghiu/Antonio Pappano/Choeurs De La Monnaie/Orchestre Symphonique De La Monnaie/Roberto Alagna, 2000 EMI
- Puccini, Bohème - Chailly/Gheorghiu/Alagna/Scano, 1998 Decca
- Puccini, La Bohème - Antonio Pappano/London Voices/Philharmonia Orchestra/Roberto Alagna, 1996 EMI
- Puccini, Trittico - Bartoletti/Freni/Nucci/Alagna, 1991 Decca
- Puccini, Gianni Schicchi - Bruno Bartoletti/Coro del Maggio Musicale Fiorentino/Coro Di Voci Bianchi "Guido Monaco" Di Prato/Leo Nucci/Mirella Freni/Orchestra del Maggio Musicale Fiorentino/Roberto Alagna, 1994 Decca
- Puccini, La Rondine - Morire? - Le Villi (Selections) - Alberto Rinaldi/Angela Gheorghiu/Antonio Pappano/Inva Mula/London Symphony Orchestra/London Voices/Roberto Alagna/William Matteuzzi, 1997 EMI
- Puccini, Tosca - Antonio Pappano/Orchestra of the Royal Opera House, Covent Garden/Roberto Alagna, 2001 EMI
- Puccini, Messa Di Gloria - Antonio Pappano/London Symphony Chorus/London Symphony Orchestra/Roberto Alagna/Thomas Hampson, 2001 EMI
- Verdi, Messa Da Requiem - Angela Gheorghiu/Berliner Philharmoniker/Claudio Abbado/Roberto Alagna/Sveriges Radiokor, 2001 EMI
- Verdi, La Traviata - Riccardo Muti/Roberto Gabbiani/Ernesto Gavazzi/Orchestra del Teatro alla Scala/Ernesto Panariello/Tiziana Fabbricini/Antonella Trevisan/Silvestro Sammaritano/Roberto Alagna/Coro del Teatro alla Scala/Enzo Capuano/Orazio Mori/Nicoletta Curiel/Francesco Musinu/Paolo Coni/Enrico Cossutta, 1993 Sony
- Verdi, Il Trovatore - Angela Gheorghiu/Roberto Alagna, 1994 EMI
- Verdi, Don Carlos - Alagna, Mattila, Hampson, Van Dam, Pappano, EMI
- Verdi, Rigoletto - Riccardo Muti/Andrea Rost/Coro del Teatro alla Scala/Orchestra del Teatro alla Scala/Roberto Alagna, 1995 Sony
- Verdi Arias - Berliner Philharmoniker/Claudio Abbado/Roberto Alagna, 2006 Deutsche Grammophon
- Verdi Per Due - Roberto Alagna/Angela Gheorghiu, 1998 EMI
- Alagna, Nessun Dorma - Orchestra of the Royal Opera House, Covent Garden/Roberto Alagna/Sir Mark Elder, 2003 Deutsche Grammophon
- Alagna chante Luis Mariano - 2005 Classics Jazz/Deutsche Grammophon - quarta posizione in classifica in Francia
- Alagna, Sacred Songs - Choir Du Capitole De Toulouse/Michel Plasson/Orchestre du Capitole de Toulouse/Roberto Alagna, 2006 Deutsche Grammophon
- Alagna, Viva l'Opéra! - London Philharmonic Orchestra/Orchestra del Teatro alla Scala di Milano/Riccardo Chailly/Richard Armstrong/Roberto Alagna, 2006 Deutsche Grammophon
- Alagna, Bel Canto - Evelino Pidò/London Philharmonic Orchestra/Roberto Alagna, 2006 Deutsche Grammophon
- Alagna, French Opera Arias - Bertrand De Billy/Orchestra of the Royal Opera House, Covent Garden/Roberto Alagna, 2006 Deutsche Grammophon
- Alagna, Serenades - Roberto Alagna, 2006 Deutsche Grammophon
- Alagna, Christmas Album - London Symphony Orchestra/Roberto Alagna/Robin Smith, 2006 Deutsche Grammophon
- Alagna, Opera Arias - London Philharmonic Orchestra/Richard Armstrong/Roberto Alagna, 2006 Deutsche Grammophon
- Alagna, Ténor - Roberto Alagna, 2006 EMI
- Angela and Roberto Forever, Angela Gheorghiu/Roberto Alagna, 2008 EMI
- Duets & Arias - Angela Gheorghiu/Orchestra of the Royal Opera House, Covent Garden/Richard Armstrong/Roberto Alagna, 1996 EMI
- Alagna, Grands airs d'opera - Roberto Alagna, 2008 EMI
- Alagna, The Sicilian - 2008 Classics Jazz/Deutsche Grammophon - seconda posizione in Francia
- Alagna, Mes plus grands rôles à l'opera - Roberto Alagna, 2011 EMI/Virgin
- Alagna, Pasión. A spicy slice of life - Celebri canzoni sudamericane, 2011 Deutsche Grammophon - quarta posizione in classifica in Francia, arrivando quindi già al Disco di platino.
- Alagna, Les 100 plus beaux airs de Roberto Alagna - 2013 Classics Jazz/Deutsche Grammophon
- Alagna, Robertissimo - 2013 Classics Jazz/Deutsche Grammophon
- Alagna, Little Italy - 2014 Deutsche Grammophon
- Alagna, Ma vie est un'opera - 2014 Deutsche Grammophon

## DVD
- Bizet, Carmen - Nézet-Seguin/Garanca/Alagna, 2010 Deutsche Grammophon
- Bizet, Carmen - Béatrice Uria-Monzon/Roberto Alagna/Marina Poplavskaya/Erwin Schrott/Marc Piollett, 2011 C major
- Donizetti, Elisir d'amore - Pidò/Gheorghiu/Alagna, 1996 Decca
- Leoncavallo, Pagliacci - Sutej/Alagna/Vassileva/Mastrom, regia Frédérico Alagna, 2006 Deutsche Grammophon
- Alfano , Cyrano de Bergerac - Guidarini/Alagna/Manfrino/Troxell/Ferrari/Rittelmann, 2005 Deutsche Grammophon
- Verdi, Aida - Chailly/Urmana/Alagna, regia Franco Zeffirelli, 2006 Decca
- Verdi, Don Carlo - Nézet-Seguin/Alagna/Poplavskaya, 2010 The Metropolitan Opera
- Verdi, Don Carlos - José van Dam/Roberto Alagna/Thomas Hampson (cantante)/Karita Mattila/Waltraud Meier/Yves-André Hubert, 1996 Kultur
- Alagna, Il siciliano. Live, Arena di Nimes, agosto 2009 - Canzoni tradizionali siciliane, Deutsche Grammophon
- Tosca (film 2001)
- Gounod, Faust - Antonio Pappano/Roberto Alagna/Bryn Terfel/Angela Gheorghiu/Simon Keenlyside/Sophie Koch, 2004 EMI
- Donizetti, Lucie de Lammermoor - Evelino Pidò/Patrizia Ciofi/Roberto Alagna/Ludovic Tézier, 2002 TDK/Naxos
- Gounod, Romeo e Giulietta - Roberto Alagna/Leontina Vaduva/Anna Maria Panzarella, 1994 Kultur